# Axel Kleemann

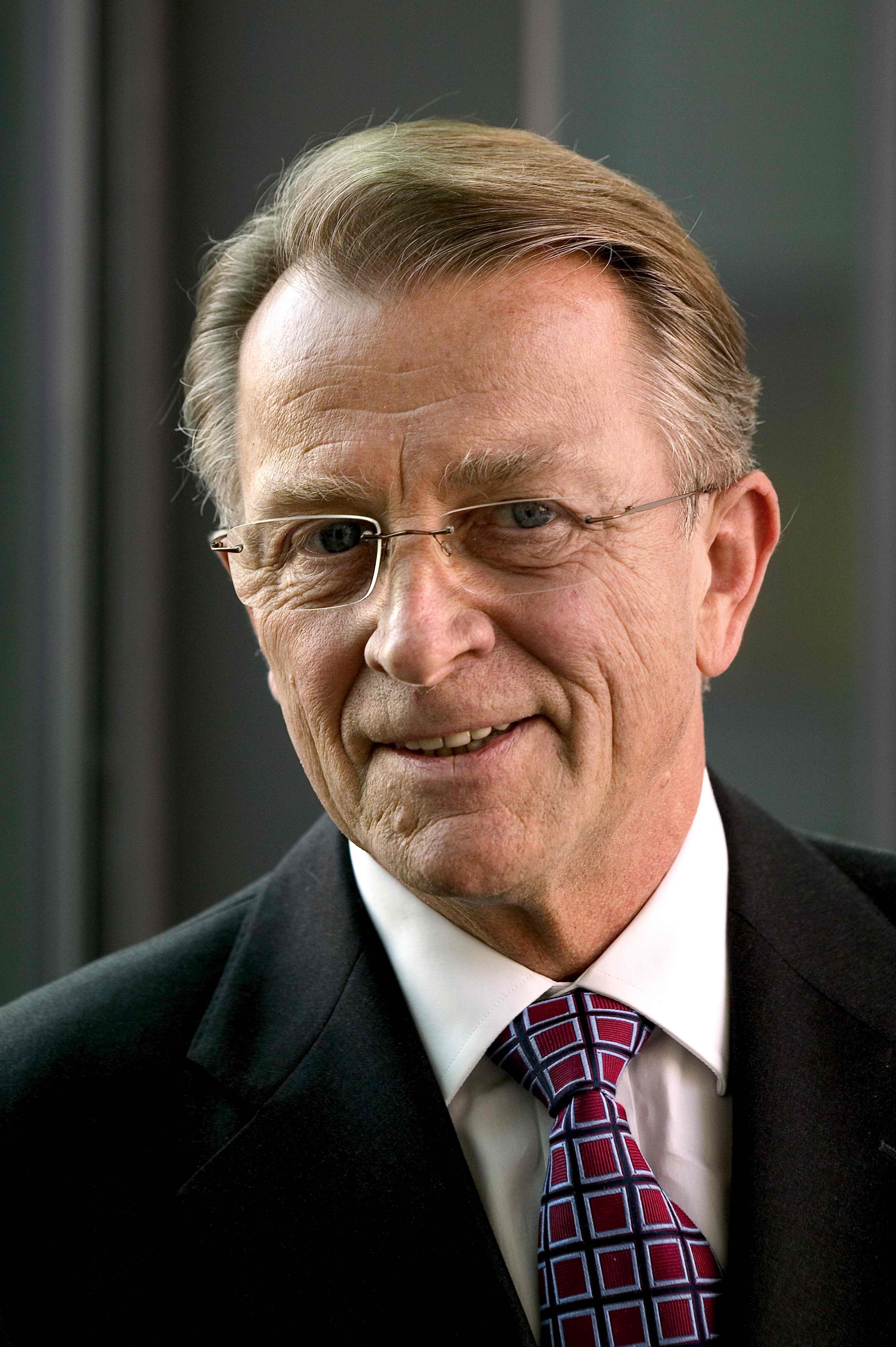
Axel Kleemann (2008)

Axel Kleemann (* 3. September 1940 in Frankfurt am Main) ist ein deutscher Chemiker und Manager.

## Biografie
Kleemann studierte Chemie an der Johann Wolfgang Goethe-Universität in Frankfurt am Main. Seine Diplomarbeit fertigte er 1965 bei Walter Ried an, ebenso die Doktorarbeit über die Synthese von Hydroxyindolen. Diese Arbeiten sind der präparativen organischen Chemie zuzuordnen. Seine Industriekarriere begann Kleemann 1968 als Laborchemiker in der organisch-chemischen Forschung der Degussa AG in Hanau-Wolfgang. Beim Chemiewerk Homburg (Tochterunternehmen der Degussa AG) leitete er die chemische Forschung, bevor der dann (gefördert von Wilhelm Schuler) Direktor der organisch-chemischen Zentralforschung des Degussa-Konzerns wurde. Bis 1987 leitete Axel Kleemann die pharmazeutische Forschung und Entwicklung in der Pharmasparte der Degussa AG. Von 1987 bis 2000 war er Vorstandsmitglied der ASTA Medica AG mit dem Zuständigkeitsbereich Forschung, Entwicklung, Produktion, Technik, Qualitätssicherung, Arzneimittelsicherheit und Umweltschutz. Seit 1998 hat Axel Kleemann etliche Positionen als Aufsichtsrat, wissenschaftlicher Beirat oder Vorstandsmitglied in in- und ausländischen Unternehmen der Biotechnologie-, Pharma- und Chemiebranche übernommen. Dazu zählen u. a. ChemCon GmbH (Freiburg), probiodrug GmbH (Halle), Girindus AG (Bensberg), Combinature Biopharm GmbH (Berlin), Protagen AG (Dortmund), IonGate Biosciences GmbH (Frankfurt/M.), Biofrontera AG (Leverkusen), PolyAn GmbH (Berlin), Wilex AG (München), Chemagis Germany GmbH (Wiesbaden), Arpida AG (Reinach, Schweiz), Nimbus GmbH (Leipzig) und Aquapharm Biodiscovery Ltd. (Oban, Argyll, Großbritannien).
Axel Kleemann hatte einen Lehrauftrag an der Johann Wolfgang Goethe-Universität und wurde dort 1987 als Honorarprofessor  berufen.
Kleemann bekleidete zahlreiche Ehrenämter, u. a. als Aufsichtsratsvorsitzender der Gesellschaft für Biotechnologische Forschung, des Editorial Boards von Ullmann’s Encyclopedia of Industrial Chemistry, Kuratoriumsmitglied der Zeitschrift Angewandte Chemie sowie in den Vorständen der Gesellschaft Deutscher Chemiker, der Gesellschaft für Chemische Technik und Biotechnologie (DECHEMA), der Deutschen Pharmazeutischen Gesellschaft (DPhG) und der Deutschen Industrievereinigung Biotechnologie.
Kleemann ist verheiratet und hat eine Tochter und drei Söhne.

## Auszeichnungen
- Bundesverdienstkreuz am Bande (24. Oktober 2001),[2] für die Förderung der Biotechnologie
- DECHEMA-Plakette für seine engagierte Förderung der Biotechnologie-Aktivitäten der DECHEMA (2006)

## Patente
Über 100 Patente nennen ihn als Erfinder oder Miterfinder.

## Publikationen (Auswahl)
- Reaktionen von β-Mercapto-α-aminosäuren mit Nitrilen, Hans Peter Krimmer, Karlheinz Drauz und Axel Kleemann, Chemiker-Zeitung 111, 357–362 (1987).
- A Novel Synthetic Route to L-Proline, Karlheinz Drauz, Axel Kleemann, Jürgen Martens, Paul Scherberich und Franz Effenberger, Journal of Organic Chemistry 51, 3494–3498 (1986).
- Neue Pharmawirkstoffe 1979-1985, Axel Kleemann, Chemiker-Zeitung 110, 425–443 (1986).
- α-Aminosäuren als Zwischenprodukte für heterocyclische Verbindungen, Axel Kleemann, Chemiker-Zeitung 94, 590–603 (1982).
- Induktion von Asymmetrie durch Aminosäuren, Karlheinz Drauz, Axel Kleemann und Jürgen Martens, Angewandte Chemie 106, 151–167 (1982); Angewandte Chemie – International Edition English 21, 584–608 (1982).
- Synthese von Prolin aus Glutaminsäure, Axel Kleemann, Jürgen Martens und Karlheinz Drauz, Chemiker-Zeitung 105, 266 (1981).
- Asymmetric Synthesis of Peptides, Axel Kleemann, Jürgen Martens, Marc Samson und Wolfgang Bergstein, Synthesis 1981, 740–741.
- Enantioselective Synthesis of the Hydroxyanalogues of D-Methionine and L-Methionine, Axel Kleemann, Bernd Lehmann und Jürgen Martens, Angewandte Chemie 91, 858–859 (1979); Angewandte Chemie International Edition English 18, 797 (1979).
- Immer eine Idee besser, herausgegeben von der Degussa AG, Frankfurt am Main, 1998,  dort Seiten 238–259 Aufsatz von Axel Kleemann: „Aufbau einer modernen Chemieforschung – Wilhelm Schuler“, ISBN 3-00-002389-5.

## Bücher
- Wunderheiler gesucht! Axel Kleemann, R. G. Fischer Verlag, 2011, ISBN 978-3-8301-1413-0, 189 S.
- Pharmaceutical Substances, Axel Kleemann, Jürgen Engel, Bernd Kutscher und Dietmar Reichert, 4. Auflage (2000) 2 Bände erschienen im Thieme-Verlag Stuttgart, ISBN 978-1-58890-031-9; seit 2003 online mit halbjährlichen Ergänzungen und Aktualisierungen.
- Arzneistoffsynthese, Hermann Josef Roth und Axel Kleemann, erschienen im Thieme-Verlag Stuttgart (1982), ISBN 978-3-13-632901-6.
- Arzneistoffgewinnung, Axel Kleemann und Hermann Josef Roth, erschienen im Thieme-Verlag Stuttgart (1983), ISBN 3-13-638501-2.